# Rhythm Zone
Rhythm Zone (リズムゾーン Rizumu Zōn?) es un subsello al interior de Avex fundado en el año 1999. Los artistas que alberga este sello están principalmente orientados a la música urbana, con géneros tales como el R&B, el Rap y el Hip-Hop.

## Artistas afiliados
- ARIA
- ASIA ENGINEER (エイジアエンジニア Eijia Enjinia?)
- Caravan
- COLOR
- Exile
- FONK
- Maki Goto (後藤真希 Goto Maki?)
- Miyuki Hatakeyama (畠山美由紀 Hatakeyama Miyuki?)
- Heartsdales
- Jin Hakashima
- JYJ
- Shunsuke Kiyokiba (清木場俊介 Kiyokiba Shunsuke?)
- Kumi Koda (倖田來未 Koda Kumi?)
- Erina Koyama (小山絵里奈 Koyama Erina?)
- LISA
- m-flo
- 2NE1
- Mai (舞?)
- MICRON' STUFF
- MINI☆BOX
- mink
- Shion Miyawaki (宮脇詩音 Shion Miyawaki?)
- Nao
- Nesmith (ネスミズ Nesumizu?)
- NEVER LAND
- RAM RIDER
- Rather Unique
- Ryohei
- SOFFet
- Tenjochiki (天上智喜?)
- Tohoshinki (東方神起?)
- Masaya Wada (和田昌哉 Wada Masaya?)
- ZAN

### Antiguos afiliados
- Maki Nomiya (野宮真貴?) (2005 - 2006)